# Rio Yser
O Yser (em francês; em neerlandês: IJzer) é um rio da França e da Bélgica. Conta com 78 km de comprimento. Percorre a região norte francesa, no departamento do Norte, e o noroeste belga, na província de Flandres Ocidental.